# Amphiesma optatum
Amphiesma optatum là một loài rắn trong họ Colubridae. Loài này được Hu & Zhao mô tả khoa học đầu tiên năm 1966.